# Antarcturus kladophoros
Antarcturus kladophoros is een pissebed uit de familie Antarcturidae. De wetenschappelijke naam van de soort is voor het eerst geldig gepubliceerd in 1908 door Stebbing.